# اس‌ای‌اس تفلبرگ
اس‌ای‌اس تفلبرگ (به انگلیسی: SAS Tafelberg) یک کشتی بود که طول آن ۱۷۰٫۵ متر (۵۵۹ فوت) بود. این کشتی در سال ۱۹۵۸ ساخته شد.